# Церковь Успения Пресвятой Богородицы (Осиново, Луганская область)
Церковь Успения Пресвятой Богородицы — церковь в селе Осиново Новопсковского района Луганской области, относится к Северодонецкой епархии Украинской православной церкви Московского патриархата.

## История
В начале своего существования церковь была деревянной. Известно, что каменный храм с тремя боковыми алтарями был построен в середине XVIII века. Существует версия, что церковь построена еще в 1756 году, а перестроена в конце XVIII века, о чём и остались официальные документы. В 1791 году началось восстановление церкви. Причины разрушения достоверно неизвестны, однако считается, что это произошло из-за особенностей расположения сооружения (близ впадения реки Каменки в Айдар). Окончательное завершение строительства произошло в 1802 году. Сохранилась грамота, выданная Преосвященным Иннокентием Воронежским, свидетельствующая:
«По просьбе Беловодского округа слободы Осиново Успенская церковь, за её повреждением в фундаменте, стенах и своде разобрать. Нынешнюю её часть Успения Божией Матери, с двумя боковыми алтарями Святого Архистратига Михаила и Святого Николая Чудотворца с каменным зданием вновь построить, а третий придел во имя святых апостолов Петра и Павла, к сооружению новой церкви, оставить для богослужения.».
Оригинальный текст (укр.)«По проханню Біловодського округу слободи Осинової Успенську церкву, за її пошкодженням у фундаменті, стінах і склепінні розібрати. Нинішню її частину Успіння Божої Матері, з двома бічними вівтарями Святого Архистратига Михайла і Святого Миколи Чудотворця з кам'яною будівлею знову побудувати, а третій бічний вівтар в ім’я святих апостолів Петра і Павла, до спорудження нової церкви, залишити для богослужіння.».

.
Согласно легендам, в разные времена церковь посещали украинский философ Григорий Сковорода и российский поэт-декабрист Кондратий Рылеев.
В 1919 году в доме с отрядом Каменева, отколовшиймся от махновцев, спрятались большевики. Они отстреливались от повстанцев с колокольни церкви, однако были захвачены и расстреляны возле храма. Напротив храма стоит памятник в честь погибших большевиков.
Богослужение в церкви проводились до 1934 года. При антирелигиозной кампании из храма исчезли пятнадцатиметровый иконостас, старинные иконы, колокола были переплавлены. Позже здание церкви служило зернохранилищем.
Во время Второй мировой войны церковь для жителей села открыли немцы. После войны в церкви продолжали проводиться службы.
В настоящее время [когда?] продолжают реставрироваться фрески церкви. В 2008 году были отлиты колокола для храма.
Церковь заняла второе место в проекте «Чудеса Луганщины» телеканала ЛОТ, который проходил с февраля по июнь 2010 года.